# Hypogastrura manubrialis
Hypogastrura manubrialis är en urinsektsart som först beskrevs av Tycho Fredrik Hugo Tullberg 1869.  Hypogastrura manubrialis ingår i släktet Hypogastrura och familjen Hypogastruridae. Arten är reproducerande i Sverige. Inga underarter finns listade i Catalogue of Life.